# Brigitte Mira
Pour les articles homonymes, voir Mira.
Brigitte Mira née le 20 avril 1910 à Hambourg, Allemagne, et morte le 8 mars 2005 à Berlin, est une actrice allemande.

## Biographie

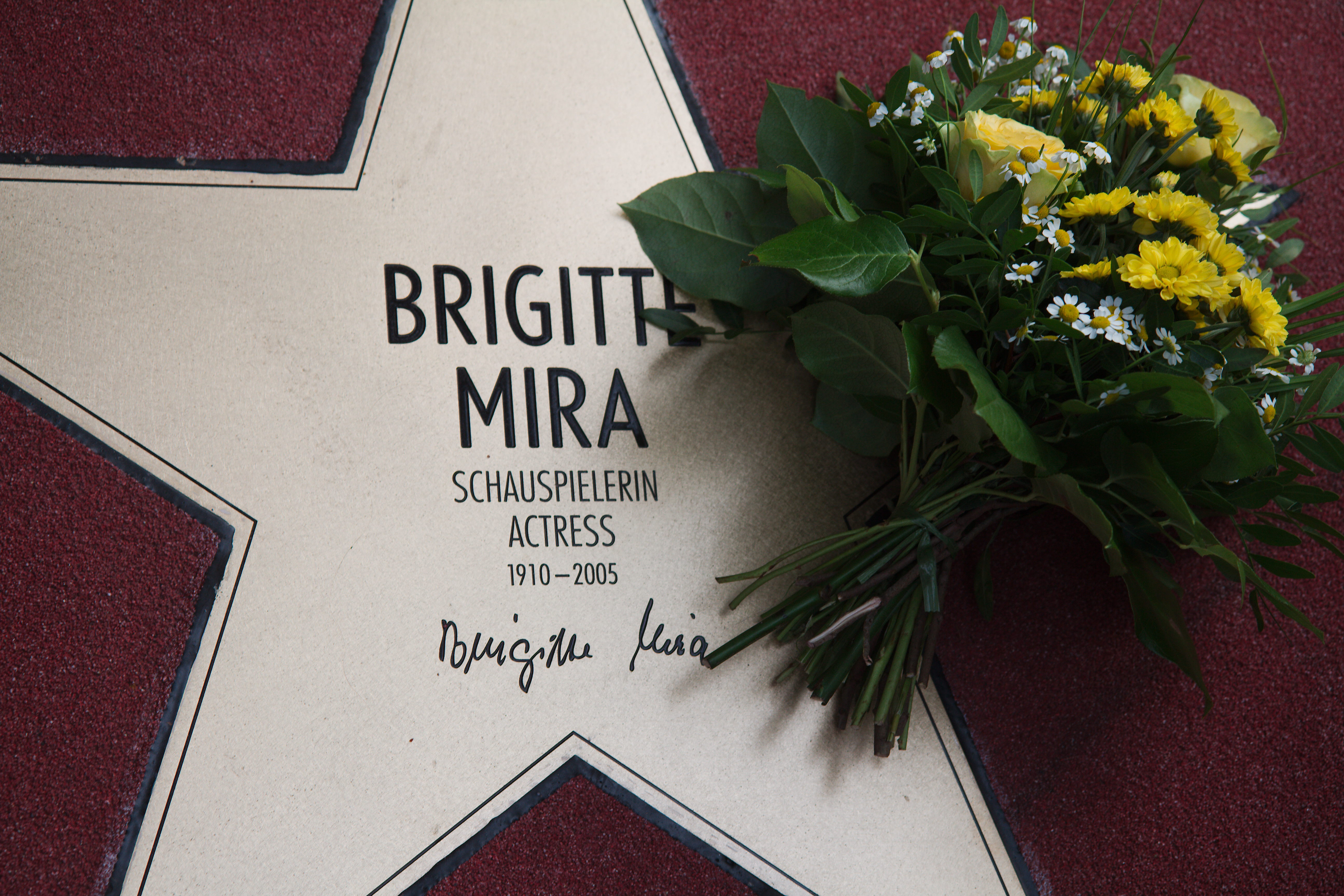
Son étoile sur le boulevard des stars à Berlin.

Brigitte Mira est présente dans de nombreux films de Rainer Werner Fassbinder. Elle a également joué au théâtre, à la télévision et même dans des cabarets. Elle fut, enfin, également chanteuse. 
Brigitte Mira est née de mère allemande et de père juif d'origine russe. Durant la dictature nazie, elle prit part à la série de propagande Liese und Miese. Elle y incarnait Miese (en allemand la mauvaise) — le « mauvais rôle » selon l'idéologie nazie, donné à ceux qui écoutaient les stations radios ennemies ou encore qui stockaient des rations de nourriture. Son talent d'actrice va toutefois rendre le « mauvais » personnage positif. La série sera rapidement annulée car jugée « contre-productive ». Les responsables de la propagande ne savaient pas qu'elle était à demi-juive. Même si, a posteriori, elle insista beaucoup sur la naïveté inhérente à sa jeunesse, et sur le fait qu'elle se devait de cacher son identité, elle fut l'objet d'un certain nombre de critiques quant à sa participation à ce projet. 
Brigitte Mira, née à Hambourg, partit très tôt pour Berlin, au point d'être totalement habitée du sens de l'humour berlinois.
Au titre de ses performances les plus notables, on compte le rôle d'Emmi Kurowski dans Tous les autres s'appellent Ali (1974), rôle pour lequel elle fut récompensée par un Prix du film allemand. Dans les années 1980, Mira obtint une nouvelle fois la reconnaissance du public avec la série télé  Drei Damen vom Grill.

## Vie privée

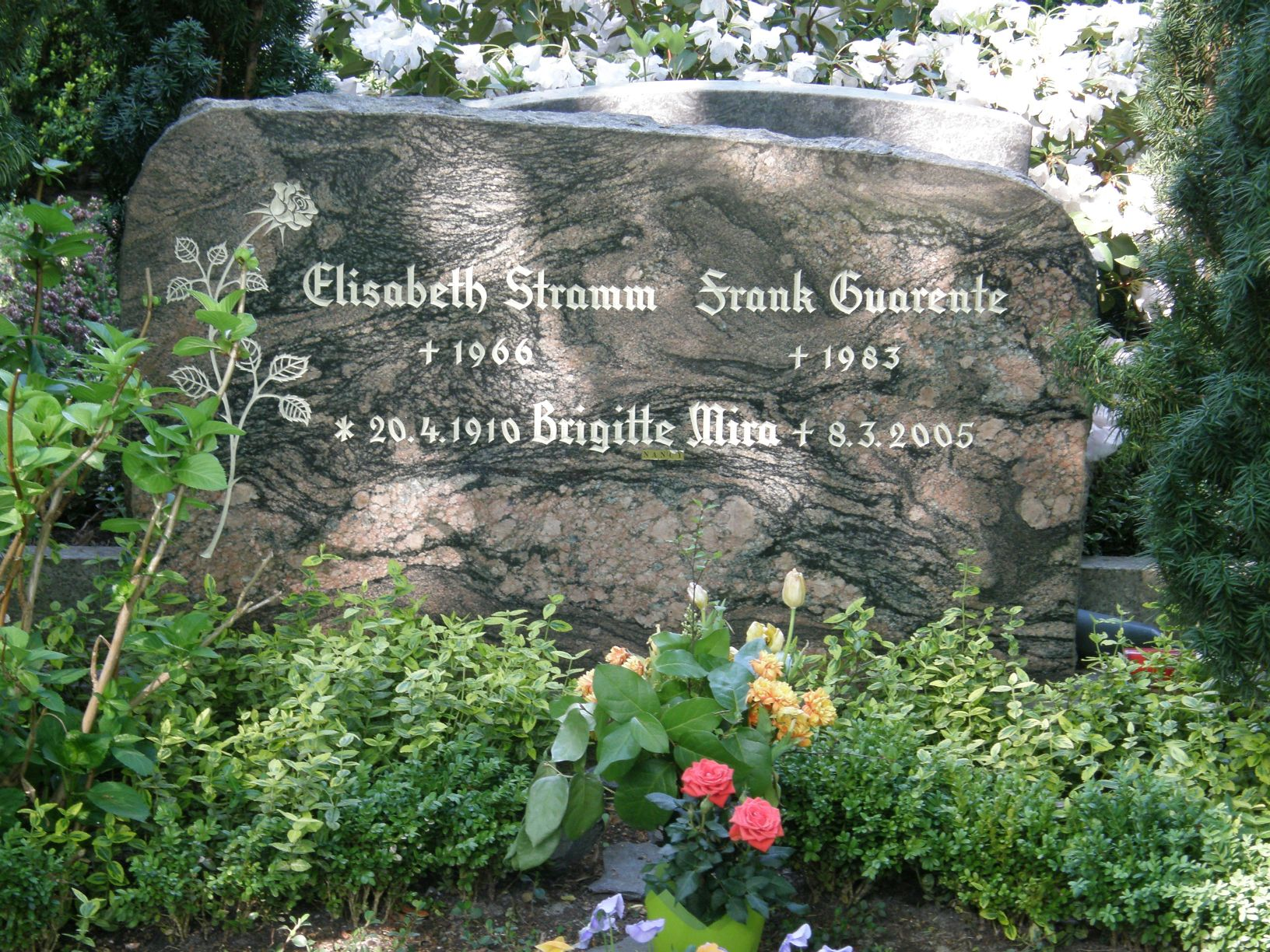
Pierre tombale de Brigitte Mira au cimetière Louise III à Berlin-Westend.

Brigitte Mira se maria à cinq reprises. Son premier mariage l'unit à l'acteur Peter Schütte tandis que sa deuxième union fut avec un directeur de théâtre.  Sa troisième union, avec le journaliste Reinhold Tabbat, vit la naissance de ses deux fils Thomas et Robert. Son avant-dernière union fut avec un ingénieur. Son cinquième et dernier mariage avec le réalisateur Frank Guerente fut célébré en 1974. Elle resta avec Frank Guerente jusqu'à la mort de celui-ci en 1983.

## Filmographie
- 1958 : Der Stern von Santa Clara de Werner Jacobs
- 1973 : La Tendresse Des Loups de Ulli Lommel : Louise Engel
- 1974 : Tous les autres s'appellent Ali de Rainer Werner Fassbinder : Emmi Kurowski
- 1974 : L'Énigme de Kaspar Hauser de Werner Herzog : Käthe
- 1975 : Peur de la peur de Rainer Werner Fassbinder : la mère
- 1975 : Le droit du plus fort de Rainer Werner Fassbinder : une commerçante
- 1975 : Maman Küsters s'en va au ciel de Rainer Werner Fassbinder : Emma Küsters
- 1976 : Le Rôti de Satan de Rainer Werner Fassbinder : La mère de Walter
- 1976 : Roulette chinoise de Rainer Werner Fassbinder : Kast
- 1979 : Inspecteur Derrick - Saison 6, Épisode 12 : L'ange de la mort (ein Todesengel): Mme Tobbe
- 1980 : Berlin Alexanderplatz de Rainer Werner Fassbinder : Mme Bast
- 1981 : Lili Marleen de Rainer Werner Fassbinder : une voisine
- 1986 La Forêt noire (Der Schwarzwald) de Béatrice Jalbert, rôle principal Herta avec Lambert Wilson, court-métrage français diffusé sur France 3 et sur Arte Deutschland pour l'anniversaire de sa mort, sélection Festival International du film de Cannes et dans 50 festivals français et internationaux.
- 1989 : Inspecteur Derrick - Saison 16, Épisode 4 : La rose bleue (Blaue Rose): Mme Hässler

## Distinctions
- 1974 : Prix du Film allemand pour son rôle dans Tous les autres s'appellent Ali
- 1981 : Verdienstkreuz de la RFA première classe
- 1989 : Ruban d'or pour son œuvre dans le cinéma allemand
- 1992 : Le Bambi
- 1995 : Grande Verdienstkreuz
- 1996 : Prix d'honneur de Land de Berlin
- 1999 : Silbernes Blatt de la Dramatiker Union
- 2000 : Caméra d'or (Goldene Kamera) pour sa carrière
- 2003 : Goldener Wuschel pour sa carrière
- 2005 : Berliner Bär pour sa carrière